# دنی گرنجر
دنی گرنجر (به انگلیسی: Danny Granger Jr) (متولد ۲۰ آوریل ۱۹۸۳) بسکتبالیست آمریکایی است که در حال حاضر در ایندیانا پیسرز توپ می‌زند.
پست تخصصی این بازیکن ۲٫۰۳ سانتیمتری Small Forward است اما وی توان بازی در پست Power Forward را نیز دارد.
گرنجر موفق شد تا در سال ۲۰۱۰ با تیم ملی بسکتبال آمریکا در جام جهانی ترکیه قهرمان شود. وی همچنین سابقه حضور در مسابقه آل-استار سال ۲۰۰۹ را نیز دارد.
در سال ۲۰۰۹ جایزه بهترین بازیکن پیشرفت کننده در لیگ حرفه‌ای بسکتبال آمریکا را از آن خود کرد.